# 반스 (기업)

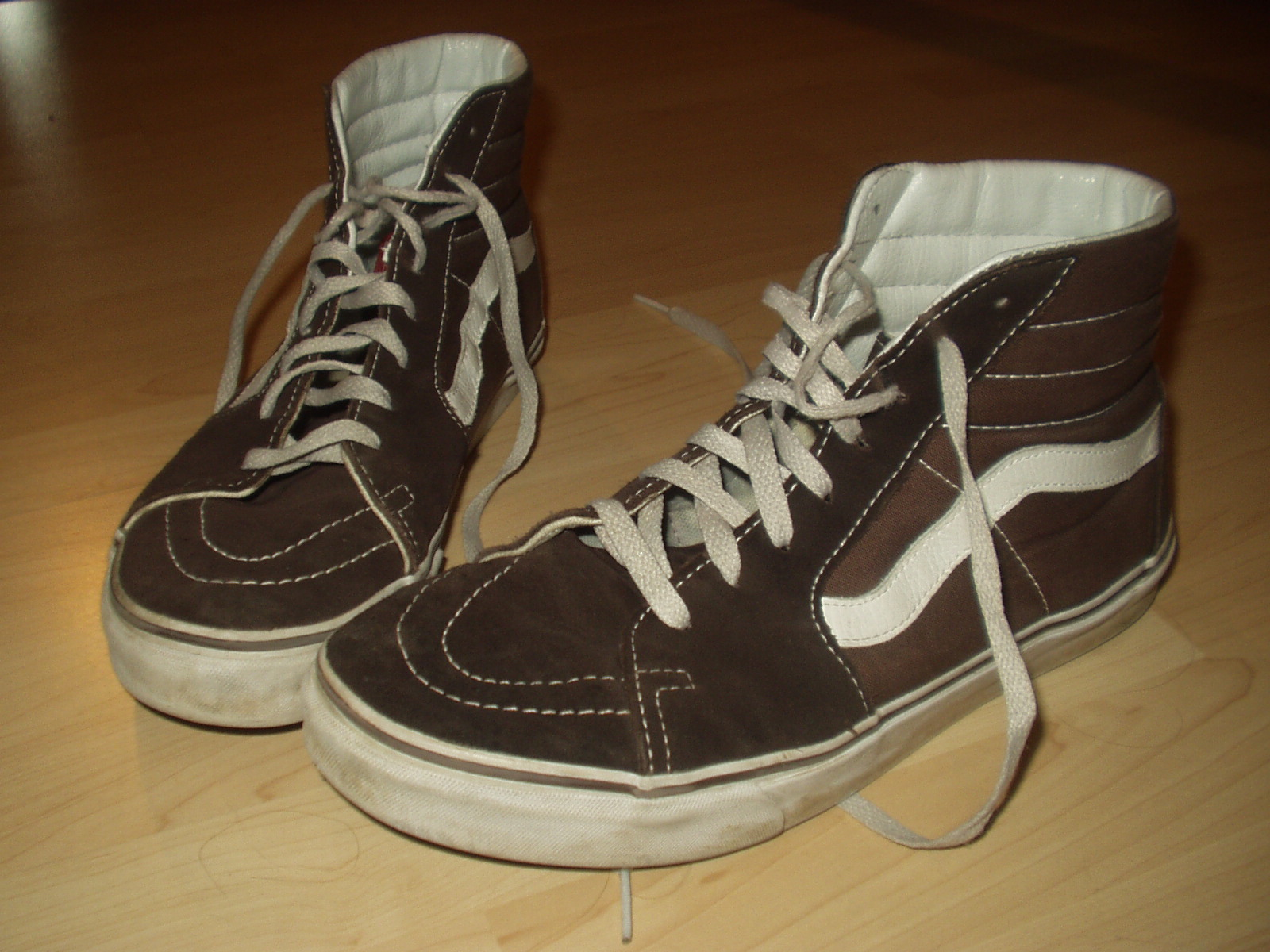

반스(Vans)는 1966년 미국 남부 캘리포니아에서 처음 론칭된 액션스포츠 및 라이프스타일 풋웨어/ 어패럴 브랜드다. 국내에는 2013년 VF Korea Ltd.,를 통해 국내 직진출 되었다. 네 가지 브랜드 필러(Pilar) 뮤직, 아트, 액션스포츠 그리고 스트리트 컬처를 기반으로 국내 비즈니스를 전개 하고있으며, 하우스 오브 반스(House of Vans)와 같은 이벤트로 브랜드의 가치를 널리 알리고 있다.

## 역사
원래 이름은 "Van Doren Rubber Company"로, 미국 동부의 스니커즈 사업가인 폴 반 도런이 설립하였으며 1966년 3월 16일 캘리포니아 남부 애너하임 이스트 브로드웨이 704번지에서 첫 VANS Shoe Store를 개장하면서 글로벌 브랜드로서의 그 초석을 다졌다. 1960년대 말과 1970년대를 맞으면서 미국은 사회전반적인 정신적 지체를 겪었다. 이 시기를 일명 Dogtown Era (인권운동 및 베트남의 강제징집에 의한 청소년들의 반항시기, 서부에서는 western corney island가 망한 후 서부경제침체 시기)라고 한다. 이때 반스는 스케이트보드를 타는 뒷골목 10대들의 정서와 맞아떨어지면서 조금씩 유명해지기 시작했다. 특히 이들은 스케이트보드, 그리피티 등 기성문화의 반항운동을 하나의 주류문화로 정착시킨 장본인들이며 반스는 초기부터 이들과 같이 하게 된다. 그들은 자신들의 반항적이며 즉흥적, 독창적인 개성을 표현해줄 도구로 반스를 선택했다. 또, 반스는 주목받지 못한 그들의 생활 양식을 존중했으며 그들이 원하는 디자인과 기능을 제품에 즉각 반영했다. 특히 반스가 개발한 껌 고무의 와플 아웃솔(Waffle outsole)은 표면접착력이 높아 초기 스케이트 보더들의 인기를 끌었으며 전문 스케이트 보드화의 시초가 되었다.
반스는 이른바 Dogtown Z-boys의 필수품이 되었으며, 그들을 상징하는 언더독(underdog) 이미지의 대표적인 브랜드가 된다. 스케이트보드를 중심으로 한 도그타운(Dogtown)의 성공은 반스로 하여금 그들이 주시하는 고객의 스포츠와 생활 양식을 만족시켜주는 영역으로 제품라인을 넓히게 한다.

## 현재
반스는 현재 Core Sports™ (일반적으로 X-game을 지칭하는 VANS의 트레이드마크) 분야에서 가장 안전하고 튼튼한 신발, 그리고 최대한 선수들의 개성을 디자인에 반영하는 제품을 선보이고 있다. 현재 반스는 캘리포니아를 중심으로 한 미국전역에 연간 1000만 켤레 이상의 판매고를 올리는 대형 브랜드이다. 나이키나 리복처럼 야구, 농구, 미식축구 등 주류 스포츠에서 명성을 얻어 점차 영역을 넓혀가는 정통 Athletes’ footware와 달리 10,20대의 놀이를 주류스포츠로 함께 이끌어나간 브랜드인 만큼 VANS는 타고난 반항적 이미지와 강렬한 개성을 가진 브랜드이다. 1988년 IPO(기업공개) 이후 NASDAQ에 상장되어 있는 Vans는 캘리포니아를 배경으로 하는 만큼 스크린과 밀접한 연관을 가지고 있으며, 클린트 이스트우드 등 유명 헐리웃 스타가 지분 참여를 하고 있다. 1989년엔 일본에 첫선을 보이게되는데 Vans의 전체적인 투박함에서 오는 터프함과 개성있는 Upper의 화려함이 시부야를 중심으로 한 도쿄지엔들의 눈길을 끌었다. Vans는 현재 일본에서 연간 150만 켤레 이상 팔려나가는 인기를 얻고 있다. 반스는 고객들이 신발에 여러 색을 추가할 수 있게 맞춤식 주문을 받기 시작했다.